# Устимова, Клавдия Ивановна
Клавдия Ивановна Устимова (4 января 1926 — 13 августа 2009) — передовик советского сельского хозяйства, доярка совхоза-техникума имени В. А. Новикова Арзамасского района Горьковской области, Герой Социалистического Труда (1975), почётный гражданин Арзамасского района Нижегородской области (1998).

## Биография
Родилась 4 января 1926 года в деревне Берёзовка ныне Арзамасского района Нижегородской области в крестьянской семье.  
В 1941 году завершила обучение в пятом классе школы и трудоустроилась в колхоз. Сначала работала ездовой, а затем дояркой на Берёзовской ферме Арзамасского района. 
Четверть века отдала работе на молочно-товарной ферме. Она постоянно была передовиком производства в районе, неоднократно становилась победительницей социалистического соревнования. Участвовала в Выставке достижений народного хозяйства. 
В 1972 году была награждена медалью ВДНХ за высокие надои. Так, ей удалось получить от 15 голов скота, по 4206 литров молока в среднем на одну корову в год. В 1974 году она получила 5341 килограмм молока на одну голову. 
Указом Президиума Верховного Совета СССР от 10 февраля 1975 года за получение высоких результатов в сельском хозяйстве и рекордные показатели в животноводстве Клавдии Ивановне Устимовой было присвоено звание Героя Социалистического Труда с вручением ордена Ленина и медали «Серп и Молот». 
Продолжала и дальше трудиться в родном совхозе.  
Умерла 13 августа 2009 года. Похоронена на Тихвинском кладбище в Арзамасе.

## Награды
За трудовые успехи была удостоена:
- золотая звезда «Серп и Молот» (10.02.1975)
- орден Ленина (10.02.1975)
- Орден Трудового Красного Знамени (06.09.1973)
- другие медали.

- Почётный гражданин Арзамасского района (21.05.1998)

## Память
- В деревне Берёзовка её именем названа одна из улиц[3].